# Vera Salvequart
Vera Salvequart, född 26 november 1919 i Ohníč, död 2 juni 1947 i Hameln, var en tysk kapo i koncentrationslägret Ravensbrück. Efter andra världskriget avrättades hon som krigsförbrytare.

## Biografi
Salvequart var dotter till en tjeckiska och en sudettysk. Hon utbildade sig till sjuksköterska i Leipzig. Salvequart umgicks med en judisk vän, vilket var förbjudet enligt Nürnberglagarna; i maj 1941 blev hon internerad i koncentrationslägret Flossenbürg. Efter tio månaders internering frigavs hon. I maj 1942 fängslades hon ånyo för samma lagöverträdelse; straffet blev två års frihetsberövande. Efter att ha blivit frigiven greps hon en tredje gång i november 1944. Efter en kort tid i Theresienstadt överfördes hon till fängelset Berlin-Alexanderplatz.

### Ravensbrück
I december 1944 förflyttades Salvequart till koncentrationslägret Ravensbrück. Där tjänstgjorde hon i lägersjukhuset, övervakade de fångar som fördes till gaskamrarna samt fyllde i dödsattester. Enligt vittnesbörd blev Salvequart i februari 1945 mera aktivt involverad i mördandet av fångar; hon förgiftade fångar som ansågs vara arbetsodugliga.

### Rättegång
Efter andra världskrigets slut var Salvequart under en kort tid internerad i ett amerikanskt läger. Hon frigavs och levde sedan under falskt identitet med namnet "Anna Markova". Brittiska myndigheter avslöjade henne och placerade henne i ett interneringsläger i Staumühle.
I december 1946 ställdes Salvequart och 15 andra misstänkta krigsförbrytare inför rätta vid den första Ravensbrückrättegången. Mot anklagelserna hävdade Salvequart att hon hade räddat kvinnor och barn genom att byta ut deras identifikationsnummer mot dem som redan hade dödats. Den 3 februari 1947 dömdes Salvequart till döden genom hängning. Hon skulle ha hängts den 2 maj tillsammans med de andra till döden dömda, men hon lade fram en nådeansökan och beviljades momentant uppskov. Hon påstod att han hade stulit ritningar till V-2 med avsikt att smuggla ut dessa till britterna. Ansökan avslogs dock och hon avrättades genom hängning av Albert Pierrepoint i Hamelnfängelset den 2 juni 1947.